# Revival Tour
A Revival Tour foi a segunda turnê solo da atriz e cantora estadunidense Selena Gomez, criada para promover o seu segundo álbum de estúdio em carreira solo, Revival (2015). A digressão foi iniciada em Las Vegas, Nevada, no Mandalay Bay Events Center, em 6 de maio de 2016. Sua término ocorreu em 13 de agosto de 2016, na Vector Arena.

## Antecedentes
Em 1 de outubro de 2015, Gomez anunciou o início da turnê pela América do Norte, em suporte de seu álbum Revival (2015). Em entrevista à Entertainment Weekly, Gomez afirmou que os ingressos teriam baixo orçamento para que os fãs conseguissem comprar. A primeira parte da turnê ocorreu nos Estados Unidos e no Canadá. A banda DNCE participou como o principal ato de abertura da leg norte-americana, nas localidades de Vancouver, Winnipeg, Ottawa e Anaheim. A cantora Bea Miller abriu as apresentações de 6 de maio de 2016, 15 de junho e 2016 até 9 de julho de 2016. O cantor Tyler Shaw, no entanto, abriu as apresentações em Vancouver, Winnipeg e Ottawa. Bahari abriu as apresentações  de 17 de junho a 8 de julho de 2016. Charlie Puth abriu as apresentações de Anaheim. Em 15 de março de 2016, o Quebec City Summer Festival anunciou que Selena Gomez seria a headliner do festival.
A segunda parte da turnê ocorreu pela Ásia, com anúncios independentes para cada apresentação no continente. Gentle Bones foram o ato de abertura de Singapura, Banguecoque, Manila. A banda DNCE, portanto, voltou para o ato de abertura em Tóquio. Gomez apresentaria os primeiros concertos da leg asiática na China, no entanto, rumores confirmaram que a cantora fora banida devido ao apoio a Dalai Lama. A terceira parte da turnê ocorreu na Oceania, de 6 de agosto de 2016 a 13 de agosto de 2016. A banda DNCE retornou como ato de abertura da leg. Com planos para se apresentar na Europa e na América Latina, Gomez teve de cancelar os concertos devido à ansiedade e depressão causadas pelo lúpus. Ao término da leg da Oceania, em 30 de agosto de 2016, Gomez entrou em uma clínica de reabilitação para saúde mental.

## Repertório
1. "Revival"
2. "Same Old Love"
3. "Come & Get It" (remix)
4. "Sober''
5. "The Heart Wants What It Wants" (interlude)
6. "Good for You"
7. "Survivors"
8. "Slow Down"
9. "Love You Like a Love Song" (remix)
10. "Hands to Myself"
11. "Who Says"
12. "Transfiguration" (cover de Hillsong)
13. "Nobody"
14. "Feel Me"
15. "You Don't Own Me" (canção de Lesley Gore) (interlude)
16. "Me & My Girls"
17. "Me & the Rhythm"
18. "Body Heat"
19. "Sweet Dreams (Are Made of This)" (cover de Eurythmics)
20. "Kill Em with Kindness"
21. "I Want You to Know"
22. "Revival" (remix)

- Durante o show em Miami, Gomez dedicou "Transfiguration" e "Nobody" para Christina Grimmie. Grimmie morreu em 10 de junho de 2016, por ferimentos de bala em um ataque após um show em Orlando.[15]
- Durante o show em Nova Orleans, Gomez dedicou "Transfiguration" às vítimas afetadas pelo tiroteio na boate em Orlando.[16]
- Durante o show em Anaheim, Charlie Puth se juntou a Gomez para apresentar "We Don't Talk Anymore".[17]

## Datas
| Data                     | Cidade                   | País                     | Local                           | Atos de abertura         | Público                   | Receita                  |
| América do Norte – Leg 1 | América do Norte – Leg 1 | América do Norte – Leg 1 | América do Norte – Leg 1        | América do Norte – Leg 1 | América do Norte – Leg 1  | América do Norte – Leg 1 |
| ------------------------ | ------------------------ | ------------------------ | ------------------------------- | ------------------------ | ------------------------- | ------------------------ |
| 6 de maio de 2016        | Las Vegas                | Estados Unidos           | Mandalay Bay Events Center      | DNCE Bea Miller          | 8,761 / 9,173             | $594,878                 |
| 8 de maio de 2016        | Fresno                   | Estados Unidos           | Save Mart Center                | DNCE Bea Miller          | 8,269 / 10,141            | $558,576                 |
| 10 de maio de 2016       | Sacramento               | Estados Unidos           | Sleep Train Arena               | DNCE Bea Miller          | —                         | —                        |
| 11 de maio de 2016       | San Jose                 | Estados Unidos           | SAP Center                      | DNCE Bea Miller          | —                         | —                        |
| 13 de maio de 2016       | Seattle                  | Estados Unidos           | KeyArena                        | DNCE Bea Miller          | —                         | —                        |
| 14 de maio de 2016       | Vancouver                | Canadá                   | Rogers Arena                    | Bea Miller Tyler Shaw    | —                         | —                        |
| 16 de maio de 2016       | Edmonton                 | Canadá                   | Rexall Place                    | DNCE Bea Miller          | —                         | —                        |
| 17 de maio de 2016       | Calgary                  | Canadá                   | Scotiabank Saddledome           | DNCE Bea Miller          | —                         | —                        |
| 19 de maio de 2016       | Saskatoon                | Canadá                   | SaskTel Centre                  | DNCE Bea Miller          | —                         | —                        |
| 20 de maio de 2016       | Winnipeg                 | Canadá                   | MTS Centre                      | Bea Miller Tyler Shaw    | —                         | —                        |
| 22 de maio de 2016       | Ottawa                   | Canadá                   | Canadian Tire Centre            | Bea Miller Tyler Shaw    | —                         | —                        |
| 23 de maio de 2016       | London                   | Canadá                   | Budweiser Gardens               | DNCE Bea Miller          | 7,948 / 8,635             | $467,569                 |
| 25 de maio de 2016{      | Toronto                  | Canadá                   | Air Canada Centre               | DNCE Bea Miller          | 13,448 / 13,448           | $821,528                 |
| 26 de maio de 2016       | Montreal                 | Canadá                   | Bell Centre                     | DNCE Bea Miller          | —                         | —                        |
| 28 de maio de 2016       | Boston                   | Estados Unidos           | TD Garden                       | DNCE Bea Miller          | —                         | —                        |
| 29 de maio de 2016       | Uncasville               | Estados Unidos           | Mohegan Sun Arena               | DNCE Bea Miller          | 7,139 / 7,139             | $465,290                 |
| 1 de junho de 2016       | Brooklyn                 | Estados Unidos           | Barclays Center                 | DNCE Bea Miller          | 11,582 / 12,970           | $893,432                 |
| 2 de junho de 2016       | Newark                   | Estados Unidos           | Prudential Center               | DNCE Bea Miller          | —                         | —                        |
| 4 de junho de 2016       | Washington, D.C.         | Estados Unidos           | Verizon Center                  | DNCE Bea Miller          | 10,021 / 12,822           | $701,939                 |
| 5 de junho de 2016       | Cincinnati               | Estados Unidos           | U.S. Bank Arena                 | DNCE Bea Miller          | —                         | —                        |
| 7 de junho de 2016       | Charlotte                | Estados Unidos           | Time Warner Cable Arena         | DNCE Bea Miller          | —                         | —                        |
| 9 de junho de 2016       | Atlanta                  | Estados Unidos           | Philips Arena                   | DNCE Bea Miller          | 7,850 / 9,106             | $508,645                 |
| 10 de junho de 2016      | Orlando                  | Estados Unidos           | Amway Center                    | DNCE Bea Miller          | 9,389 / 9,600             | $639,745                 |
| 11 de junho de 2016      | Miami                    | Estados Unidos           | American Airlines Arena         | DNCE Bea Miller          | —                         | —                        |
| 14 de junho de 2016      | Nova Orleães             | Estados Unidos           | Smoothie King Center            | DNCE Bea Miller          | 9,062 / 9,062             | $612,718                 |
| 15 de junho de 2016      | Houston                  | Estados Unidos           | Toyota Center                   | DNCE Bea Miller          | —                         | —                        |
| 17 de junho de 2016      | Austin                   | Estados Unidos           | Frank Erwin Center              | DNCE Bahari              | 7,707 / 12,293            | $580,609                 |
| 18 de junho de 2016      | Dallas                   | Estados Unidos           | American Airlines Center        | DNCE Bahari              | 12,206 / 14,203           | $906,170                 |
| June 19 de 2016          | Tulsa                    | Estados Unidos           | BOK Center                      | DNCE Bahari              | 7,487 / 8,000             | $528,235                 |
| 21 de junho de 2016      | Nashville                | Estados Unidos           | Bridgestone Arena               | DNCE Bahari              | 9,507 / 15,763            | $510,266                 |
| 22 de junho de 2016      | Louisville               | Estados Unidos           | KFC Yum! Center                 | DNCE Bahari              | —                         | —                        |
| 24 de junho de 2016      | Auburn Hills             | Estados Unidos           | The Palace of Auburn Hills      | DNCE Bahari              | —                         | —                        |
| 25 de junho de 2016      | Chicago                  | Estados Unidos           | United Center                   | DNCE Bahari              | —                         | —                        |
| 26 de junho de 2016      | St. Louis                | Estados Unidos           | Scottrade Center                | DNCE Bahari              | 7,181 / 8,000             | $448,623                 |
| 28 de junho de 2016      | St. Paul                 | Estados Unidos           | Xcel Energy Center              | DNCE Bahari              | —                         | —                        |
| 29 de junho de 2016      | Milwaukee                | Estados Unidos           | Marcus Ampitheater              | DNCE Bahari              | —                         | —                        |
| 1 de julho de 2016       | Kansas City              | Estados Unidos           | Sprint Center                   | DNCE Bahari              | —                         | —                        |
| 2 de julho de 2016       | Denver                   | Estados Unidos           | Pepsi Center                    | DNCE Bahari              | —                         | —                        |
| 5 de julho de 2016       | Phoenix                  | Estados Unidos           | Talking Stick Resort Arena      | DNCE Bahari              | 8,977 / 11,452            | $522,030                 |
| 6 de julho de 2016       | San Diego                | Estados Unidos           | Valley View Casino Center       | DNCE Bahari              | —                         | —                        |
| 8 de julho de 2016       | Los Angeles              | Estados Unidos           | Staples Center                  | DNCE Bahari              | 13,942 / 13,942           | $978,804                 |
| 9 de julho de 2016       | Anaheim                  | Estados Unidos           | Honda Center                    | Bea Miller Charlie Puth  | 10,176 / 11,435           | $769,533                 |
| 11 de julho de 2016      | Quebec                   | Canadá                   | Plains of Abraham               | —                        | —                         | —                        |
| Ásia – Leg 2             |                          |                          |                                 |                          |                           |                          |
| 23 de julho de 2016      | Jacarta                  | Índia                    | Indonesia Convention Exhibition | —                        | —                         | —                        |
| 25 de julho de 2016      | Shah Alam                | Malásia                  | Malawati Stadium                | —                        | —                         | —                        |
| 27 de julho de 2016      | Singapura                | Singapura                | Singapore Indoor Stadium        | Gentle Bones             | —                         | —                        |
| 29 de julho de 2016      | Banguecoque              | Tailândia                | IMPACT Arena                    | Jai Waetford             | —                         | —                        |
| 31 de julho de 2016      | Manila                   | Filipinas                | Mall of Asia Arena              | Darren Espanto           | —                         | —                        |
| 2 de agosto de 2016      | Tóquio                   | Japão                    | Tokyo International Forum       | DNCE                     | —                         | —                        |
| 3 de agosto de 2016      | Tóquio                   | Japão                    | Tokyo International Forum       | DNCE                     | —                         | —                        |
| Oceania – Leg 3          |                          |                          |                                 |                          |                           |                          |
| 6 de agosto de 2016      | Melbourne                | Austrália                | Margaret Court Arena            | DNCE                     | 10,285 / 10,822           | $709,848                 |
| 7 de agosto de 2016      | Melbourne                | Austrália                | Margaret Court Arena            | DNCE                     | 10,285 / 10,822           | $709,848                 |
| 9 de agosto de 2016      | Sydney                   | Austrália                | Qudos Bank Arena                | DNCE                     | 9,493 / 9,493             | $643,068                 |
| 11 de agosto de 2016     | Brisbane                 | Austrália                | Brisbane Entertainment Centre   | DNCE                     | 5,026 / 5,026             | $371,792                 |
| 13 de agosto de 2016     | Auckland                 | Nova Zelândia            | Vector Arena                    | DNCE                     | —                         | —                        |
| Total                    | Total                    | Total                    | Total                           | Total                    | 187,187 / 222,535 (84.1%) | $13,233,298              |

### Apresentações canceladas
| Data                   | Cidade           | País                   | Local                      | Motivo                                    |
| ---------------------- | ---------------- | ---------------------- | -------------------------- | ----------------------------------------- |
| 6 de agosto de 2016    | Guangzhou        | China                  | Guangzhou Sports Arena     | Razões desconhecidas                      |
| 8 de agosto de 2016    | Xangai           | China                  | Mercedes-Benz Arena        | Razões desconhecidas                      |
| 3 de setembro de 2016  | Paradise         | Canadá                 | Paradise Park Amphitheater | Ansiedade e depressão causadas pelo lúpus |
| 4 de setembro de 2016  | Moncton          | Canadá                 | Moncton Stadium            | Ansiedade e depressão causadas pelo lúpus |
| 24 de setembro de 2016 | Nova Iorque      | Estados Unidos         | Central Park               | Ansiedade e depressão causadas pelo lúpus |
| 10 de outubro de 2016  | Helsinki         | Finlândia              | Hartwall Arena             | Ansiedade e depressão causadas pelo lúpus |
| 12 de outubro de 2016  | Estocolmo        | Suécia                 | Ericsson Globe             | Ansiedade e depressão causadas pelo lúpus |
| 13 de outubro de 2016  | Oslo             | Noruega                | Oslo Spektrum              | Ansiedade e depressão causadas pelo lúpus |
| 15 de outubro de 2016  | Copenhague       | Dinamarca              | Forum Copenhagen           | Ansiedade e depressão causadas pelo lúpus |
| 17 de outubro de 2016  | Cologne          | Alemanha               | Lanxess Arena              | Ansiedade e depressão causadas pelo lúpus |
| 18 de outubro de 2016  | Amsterdã         | Países Baixos          | Ziggo Dome                 | Ansiedade e depressão causadas pelo lúpus |
| 19 de outubro de 2016  | Paris            | França                 | AccorHotels Arena          | Ansiedade e depressão causadas pelo lúpus |
| 22 de outubro de 2016  | Esch-sur-Alzette | Luxemburgo             | Rockhal                    | Ansiedade e depressão causadas pelo lúpus |
| 24 de outubro de 2016  | Praga            | Chéquia                | O2 Arena Prague            | Ansiedade e depressão causadas pelo lúpus |
| 26 de outubro de 2016  | Milão            | Itália                 | Mediolanum Forum           | Ansiedade e depressão causadas pelo lúpus |
| 28 de outubro de 2016  | Munique          | Alemanha               | Olympiahalle               | Ansiedade e depressão causadas pelo lúpus |
| 29 de outubro de 2016  | Zurique          | Suíça                  | Hallenstadion              | Ansiedade e depressão causadas pelo lúpus |
| 31 de outubro de 2016  | Frankfurt        | Alemanha               | Festhalle                  | Ansiedade e depressão causadas pelo lúpus |
| 1 de novembro de 2016  | Antuérpia        | Bélgica                | Sportpaleis                | Ansiedade e depressão causadas pelo lúpus |
| 3 de novembro de 2016  | Manchester       | Inglaterra             | Manchester Arena           | Ansiedade e depressão causadas pelo lúpus |
| 4 de novembro de 2016  | Londres          | Inglaterra             | The O2 Arena               | Ansiedade e depressão causadas pelo lúpus |
| 6 de novembro de 2016  | Birmingham       | Inglaterra             | Genting Arena              | Ansiedade e depressão causadas pelo lúpus |
| 8 de novembro de 2016  | Dublin           | Irlanda                | 3Arena                     | Ansiedade e depressão causadas pelo lúpus |
| 10 de novembro de 2016 | Glasgow          | Escócia                | The SSE Hydro              | Ansiedade e depressão causadas pelo lúpus |
| 14 de novembro de 2016 | Madrid           | Espanha                | Barclaycard Center         | Ansiedade e depressão causadas pelo lúpus |
| 16 de novembro de 2016 | Lisboa           | Portugal               | MEO Arena                  | Ansiedade e depressão causadas pelo lúpus |
| 18 de novembro de 2016 | Dubai            | Emirados Árabes Unidos | Autism Rocks Arena         | Ansiedade e depressão causadas pelo lúpus |
| 1 de dezembro de 2016  | Santiago         | Chile                  | Movistar Arena             | Ansiedade e depressão causadas pelo lúpus |
| December 3, 2016       | Buenos Aires     | Argentina              | Tecnópolis Arena           | Ansiedade e depressão causadas pelo lúpus |
| 6 de dezembro de 2016  | Curitiba         | Brasil                 | Expo Unimed                | Ansiedade e depressão causadas pelo lúpus |
| 8 de dezembro de 2016  | Brasília         | Brasil                 | Net Live                   | Ansiedade e depressão causadas pelo lúpus |
| 10 de dezembro de 2016 | São Paulo        | Brasil                 | Allianz Parque             | Ansiedade e depressão causadas pelo lúpus |
| 11 de dezembro de 2016 | Rio de Janeiro   | Brasil                 | HSBC Arena                 | Ansiedade e depressão causadas pelo lúpus |
| 14 de dezembro de 2016 | Cidade do México | México                 | Mexico City Arena          | Ansiedade e depressão causadas pelo lúpus |
| 16 de dezembro de 2016 | Monterrey        | México                 | Monterrey Arena            | Ansiedade e depressão causadas pelo lúpus |
| 18 de dezembro de 2016 | Guadalajara      | México                 | Telmex Auditorium          | Ansiedade e depressão causadas pelo lúpus |